# Pelican West
Pelican West es el primer álbum de estudio de la banda británica de new wave Haircut One Hundred. Fue publicado el 26 de febrero de 1982 a través de Arista Records. 
El álbum contó con tres hit singles: «Love Plus One», «Favourite Shirts (Boy Meets Girl)» y «Fantastic Day». Alcanzó el puesto número 2 en la lista de álbumes del Reino Unido y el número 31 en el Billboard 200, y fue certificado disco de platino por la Industria Fonográfica Británica.

## Recepción de la crítica
El crítico de The Afterword, Dave Ross, comentó: “En general, esta colección es un regalo absolutamente esencial para los fanáticos y creo que algo que cualquiera que ame la música popular y que solo conozca los éxitos disfrutaría muchísimo”. Ian Canty, crítico de Louder Than War, escribió: “Pelican West es algo extraño, no diría que el mejor trabajo de Nick [Heyward], pero sin duda el más exitoso. Es más o menos una mezcla directa de entrenamientos de funk decentes, pero bastante ligeros”. Melissa Bratcher, contribuidora de la revista Popshifter, describe Pelican West como “una maravilla de un debut, un álbum completamente formado, exactamente perfecto desde el principio”. El sitio web Pop Rescue comentó: “Si bien las letras no son sorprendentes en varias de las canciones, y algunas suenan muy similares, las pistas que suenan diferentes realmente brillan”.
En 2005, fue incluido en el libro 1001 discos que hay que escuchar antes de morir de Robert Dimery.

## Lista de canciones
Todas las canciones escritas y compuestas por Nick Heyward, excepto donde esta anotado.
Lado uno
1. «Favourite Shirts (Boy Meets Girl)» – 3:06
2. «Love Plus One» – 3:33
3. «Lemon Firebrigade» – 3:55
4. «Marine Boy» – 3:29
5. «Milk Film» – 2:57
6. «Kingsize (You're My Little Steam Whistle)» – 4:23

Lado dos
1. «Fantastic Day» – 3:14
2. «Baked Bean» – 4:03
3. «Snow Girl» – 2:56
4. «Love's Got Me in Triangles» (Heyward, Les Nemes) – 3:36
5. «Surprise Me Again» – 3:18
6. «Calling Captain Autumn» – 4:03

## Posicionamiento

### Gráfica semanal
| Gráfica (1982)                    | Pico de posición |
| --------------------------------- | ---------------- |
| Australia (Kent Music Report)     | 27               |
| Estados Unidos (Billboard 200)    | 31               |
| Nueva Zelanda (Recorded Music NZ) | 12               |
| Reino Unido (UK Albums Chart)     | 2                |
| Suecia (Sverigetopplistan)        | 29               |

### Gráfica de fin de año
| Gráfica (1982)                    | Pico de posición |
| --------------------------------- | ---------------- |
| Nueva Zelanda (Recorded Music NZ) | 24               |

## Certificaciones y ventas
| País              | Certificación | Ventas  |
| ----------------- | ------------- | ------- |
| Reino Unido (BPI) | Platino       | 300,000 |